# Décrets Bierut
Par l'expression décrets Bierut, les représentants des associations d’Allemands expulsés désignent l'ensemble des décrets, ordonnances et lois pris par le gouvernement polonais de 1945 à 1946 dans le cadre de l'expulsion de la population allemande qui vivait dans les anciennes provinces allemandes de Prusse-Orientale, de Poméranie, de Silésie et de Brandebourg oriental ainsi que de celle qui vivait dans le territoire de la Pologne à l'intérieur des frontières d'avant le 1er septembre 1939.
Dans ces « décrets Bierut », il convient donc de distinguer les dispositions qui s'appliquaient aux anciennes régions orientales allemandes de l'Est, et celles qui concernaient l'expulsion des membres de la minorité allemande dans la Pologne d'avant-guerre.

## Règles suivies pour l'expulsion de la minorité allemande dans l'ancienne Pologne
Le décret et la loi « sur l'exclusion des éléments hostiles du sein de la communauté nationale polonaise » de 1945 ainsi que le décret du 13 septembre 1946 sur « l'exclusion des personnes de nationalité allemande du sein de la communauté nationale polonaise » concernaient la minorité allemande dans la Pologne d'avant-guerre. De telles mesures permettaient d'expulser et d'exproprier en toute impunité la population polonaise de langue allemande.

## Règles suivies pour l'expulsion de la minorité allemande dans la nouvelle Pologne
Comme les habitants des territoires anciennement allemands n'avaient jamais eu la citoyenneté polonaise, il n'y avait pas besoin de loi pour les priver de leur nationalité. La « loi du 6 mai 1945 concernant les biens laissés sur place et abandonnés », ainsi que le « décret du 8 mars 1946 sur les anciens biens allemands laissés sur place et abandonnés », qui concernaient les anciens territoires allemands intégrés à la Pologne, reposaient sur la fiction selon laquelle ces biens avaient été « abandonnés » ou « laissés sur place » par l'ancienne population, mais elle signifiait en réalité son expropriation. Il s’ensuit que, selon Georg Friebe (2004), cette expulsion des « Reichsdeutsche » a été réalisée sans aucune base légale.

## Décrets en détail
- Décret du Conseil des ministres du 28 février 1945 relatif à l'exclusion des éléments hostiles du sein de la communauté nationale polonaise.
- Loi du 6 mai 1945 sur l'exclusion des éléments hostiles du sein de la communauté nationale polonaise.
- Loi du 6 mai 1945 sur les biens abandonnés et laissés sur place.
- Loi du 3 janvier 1946 relative à la nationalisation des branches principales de l'économie nationale.
- Décret du 8 mars 1946 sur les anciens biens allemands abandonnés.
- Règlement du ministre pour les régions recouvrées du 24 mars 1946 sur le recensement général des anciennes propriétés mobilières allemandes.
- Décret du 13 septembre 1946 sur « l'exclusion des personnes de nationalité allemande du sein de la communauté nationale polonaise ».